# Marie-Léopoldine de Modène
Marie-Léopoldine de Modène est née à Milan le 10 décembre 1776 et morte à Wasserburg am Inn le 23 juin 1848.

## Biographie
Fille de l'archiduc Ferdinand d'Autriche-Este, gouverneur du duché de Milan, et de la duchesse Marie-Béatrice d'Este, Marie-Léopoldine de Modène est la petite-fille de l'impératrice Marie-Thérèse d'Autriche, « La Grande » et la nièce, entre autres, de la reine de France Marie-Antoinette d'Autriche.
L'archiduchesse est élevée à Milan dont son arrière-grand-père maternel puis son père sont gouverneurs pour le compte de l'impératrice sa grand-mère paternelle. En 1789, sa sœur aînée épouse le duc d'Aoste, fils cadet du roi de Sardaigne. Quelque temps plus tard, la monarchie française est confrontée à la Révolution. Comme tous les membres de sa maison, l'archiduchesse de 13 ans vit douloureusement le sort de la famille royale de France dont elle est une proche parente. En 1792, la France déclare la guerre à l'Autriche, son alliée. Le conflit embrase l'Europe et ne se terminera que 23 ans plus tard avec la chute du Premier Empire français.
La politique ne perd pas ses droits et en août 1795, la jeune archiduchesse est mariée à l'électeur Charles-Théodore de Bavière de 52 ans son aîné. L'électeur septuagénaire espère de ce mariage une descendance que ses premières noces ne lui ont pas donné. Malgré ses réticences et la réprobation de sa mère, la jeune archiduchesse se résigne à obéir à son père, mais avec restriction mentale.
Par vengeance autant que par dégoût, la jeune Électrice se refuse à toute vie intime avec son époux, terrorisant le vieux souverain et la cour. Elle prend de nombreux amants, notamment le comte de Montgelas et surtout Maximilien III de Deux-Ponts, lointain cousin, héritier et opposant de Charles-Théodore.
Veuve après quatre ans de mariage et âgée de 23 ans, Marie-Léopoldine se retire au château de Berg non sans avoir préservé son héritage, au bord du lac de Starnberg menant toujours une vie de femme libre. Enceinte, elle est exilée quelques mois à Ljubljana. Enrichie par une gestion adroite de ses terres, elle se retire dans son domaine de Stepperg et elle épouse le 14 novembre 1804 le comte Louis-Joseph d'Arco-Zinneberg (1773-1854) dont elle a trois enfants :
- Aloÿs (1808-1891) épouse en 1830 Irène, marquise Pallavicini (1811-1877) puis morganatiquement en 1877 Pauline Oswald (1851-1902) d'où une fille de son second mariage ;
- Maximilien (1811-1885) épouse en 1833 Léopoldine de Walburg und Zeil und Trauchburg (1811-1886) d'où postérité (comtes von und zu Arco-Zinneberg) ;
- Caroline (1814-1815).

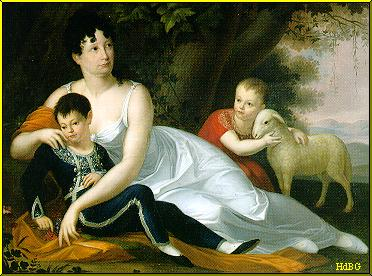
Anonyme, Marie-Léopoldine de Modène et ses enfants (vers 1815), collection particulière.

En 1808, sa sœur cadette Marie-Louise de Habsbourg-Lorraine-Este épouse l'empereur d'Autriche. Elle sera l'âme de la résistance autrichienne face à Napoléon Ier.
Elle meurt dans un accident de voiture en se rendant de Munich à Vienne. Son destin rappelle celui de sa cousine germaine Marie-Louise d'Autriche, fille de l'empereur, mariée à Napoléon Ier.